# ولادیمیر مالاخوف (بازیکن هاکی روی یخ)
ولادیمیر مالاخوف (روسی: Владимир Игоревич Малахов؛ زادهٔ ۳۰ اوت ۱۹۶۸) بازیکن هاکی روی یخ اهل روسیه بود.
وی همچنین برندهٔ جوایزی همچون جام استنلی شده‌است.
از باشگاه‌هایی که در آن بازی کرده‌است می‌توان به مونترآل کانادینز، فیلادلفیا فلایرز، و نیویورک رنجرز اشاره کرد.